# Trachea laurentii
Trachea laurentii är en fjärilsart som beskrevs av Köhler 1961. Trachea laurentii ingår i släktet Trachea och familjen nattflyn. Inga underarter finns listade i Catalogue of Life.